# Lorenzo Bertelli
Lorenzo Bertelli (ur. 10 maja 1988) – włoski kierowca rajdowy. Syn właścicielki domu mody Prada, Miucci Prada.
W rajdach zadebiutował w roku 2010 w Rajdzie 1000 Miglia jadąc samochodem Fiat 500 Abarth. Od roku 2011 występuje w Rajdowych Mistrzostwach Świata. W sezonie 2014 w RMŚ zajął trzecie miejsce w rajdach w klasie WRC2.

## Starty w rajdach WRC

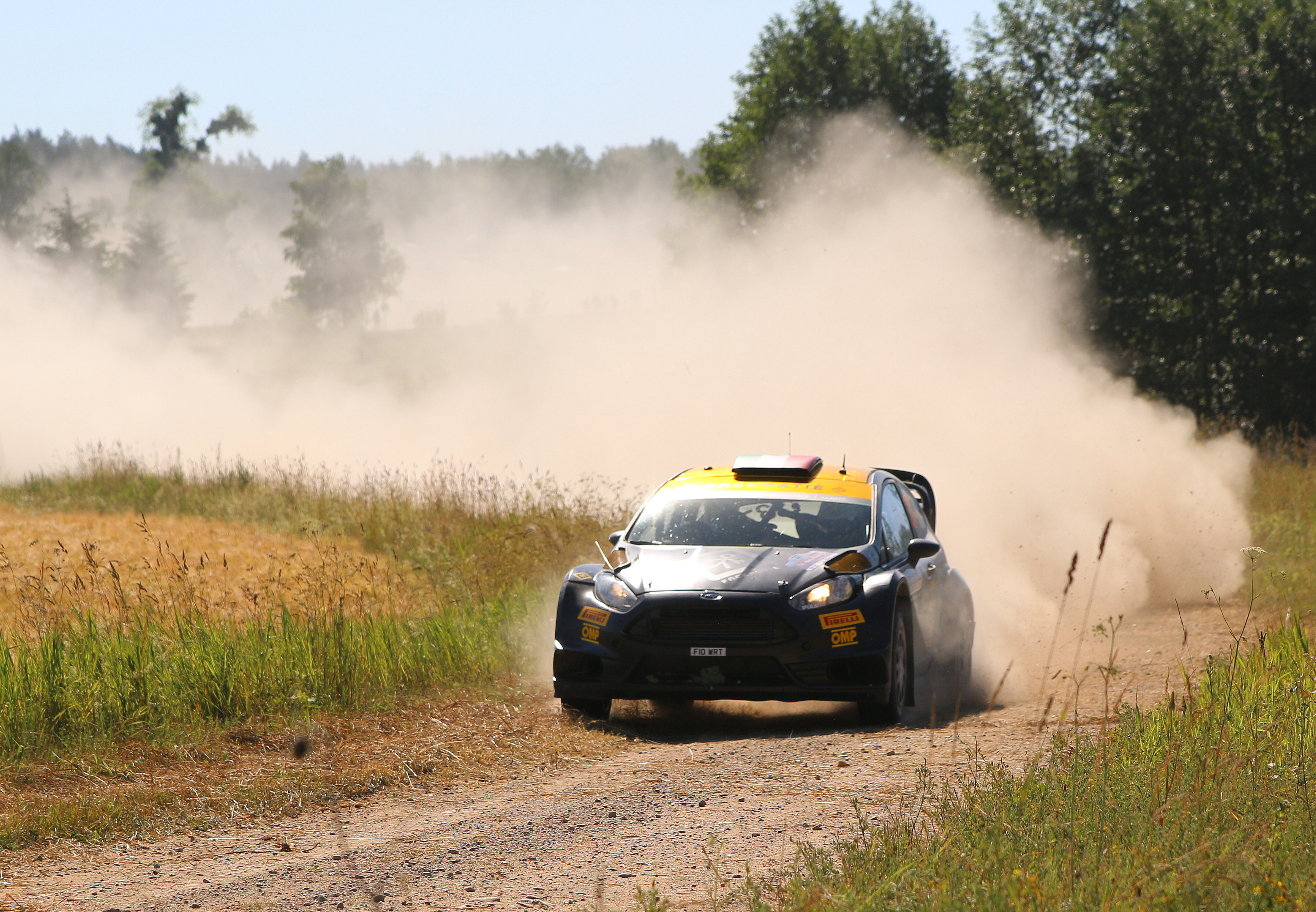
Rajd Polski 2015

| Sezon | Zespół                       | Samochód                                              | 1       | 2       | 3          | 4        | 5  | 6         | 7      | 8         | 9      | 10        | 11      | 12        | 13              | 14 | 15 | 16 | Punkty | Miejsce |
| ----- | ---------------------------- | ----------------------------------------------------- | ------- | ------- | ---------- | -------- | -- | --------- | ------ | --------- | ------ | --------- | ------- | --------- | --------------- | -- | -- | -- | ------ | ------- |
| 2011  | Lorenzo Bertelli             | Mitsubishi Lancer Evo IX                              | Szwecja | Meksyk  | Portugalia | Jordania | 26 | Argentyna | Grecja | Finlandia | Niemcy | Australia | Francja | 26        | 20              |    |    |    | 0      | -       |
| 2012  | Lorenzo Bertelli             | Mitsubishi Lancer Evo IX Subaru Impreza WRX STi       | NU      | Szwecja | Meksyk     | NU       | 23 | 24        | NU     | Finlandia | Niemcy | 22        | Francja | NU        | 29              |    |    |    | 0      | -       |
| 2013  | Lorenzo Bertelli             | Subaru Impreza WRX STi Ford Fiesta RRC Ford Fiesta R5 | NU      | 20      | NU         | NU       | NU | NU        | 12     | NU        | Niemcy | Australia | Francja | NU        | 38              |    |    |    | 0      | -       |
| 2014  | FWRT s.r.l. Lorenzo Bertelli | Ford Fiesta R5 Ford Fiesta RRC                        | 12      | 18      | 13         | 30       | 13 | 9         | Polska | NU        | 50     | 14        | Francja | NU        | 12              |    |    |    | 2      | 23.     |
| 2015  | FWRT s.r.l.                  | Ford Fiesta RS WRC                                    | 68      | NU      | NU         | 18       | NU | Włochy    | Polska | Finlandia | Niemcy | Australia | Francja | Hiszpania | Wielka Brytania |    |    |    | 0      | -       |

## Starty w WRC2
| Sezon | Zespół      | Samochód                                    | 1  | 2       | 3  | 4          | 5  | 6  | 7      | 8         | 9      | 10        | 11      | 12        | 13 | 14 | 15 | 16 | Punkty | Miejsce |
| ----- | ----------- | ------------------------------------------- | -- | ------- | -- | ---------- | -- | -- | ------ | --------- | ------ | --------- | ------- | --------- | -- | -- | -- | -- | ------ | ------- |
| 2013  |             | Subaru Impreza WRX STi Ford Fiesta RRC / R5 | NU | Szwecja | NU | Portugalia | NU | NU | 3      | Finlandia | Niemcy | Australia | Francja | NU        | 11 |    |    |    | 15     | 21.     |
| 2014  | FWRT s.r.l. | Ford Fiesta RRC Ford Fiesta R5              | 2  | 6       | 2  | Portugalia | 4  | 1  | Polska | Finlandia | Niemcy | 4         | Francja | Hiszpania | 2  |    |    |    | 111    | 3.      |

## Starty w PWRC
| Sezon | Zespół | Samochód                                        | 1      | 2   | 3     | 4     | 5      | 6   | 7      | 8     | 9 | Punkty | Miejsce |
| ----- | ------ | ----------------------------------------------- | ------ | --- | ----- | ----- | ------ | --- | ------ | ----- | - | ------ | ------- |
| 2012  |        | Mitsubishi Lancer Evo IX Subaru Impreza WRX STi | MCO NU | MEX | ARG 8 | GRE 5 | NZE NU | DEU | ITA NU | SPA 5 |   | 24     | 10.     |